# Clarence (Zeichentrickserie)/Episodenliste

Logo zur Serie

Diese Episodenliste enthält alle Episoden der US-amerikanischen Zeichentrickserie Clarence sortiert nach der US-amerikanischen Erstausstrahlung. Die Fernsehserie umfasst derzeit 3 Staffeln mit 130 Episoden.

## Übersicht
| Staffel | Episodenanzahl | Erstausstrahlung USA | Erstausstrahlung USA | Deutschsprachige Erstausstrahlung | Deutschsprachige Erstausstrahlung |
| Staffel | Episodenanzahl | Staffelpremiere      | Staffelfinale        | Staffelpremiere                   | Staffelfinale                     |
| ------- | -------------- | -------------------- | -------------------- | --------------------------------- | --------------------------------- |
| 1       | 51             | 14. April 2014       | 27. Oktober 2015     | 17. November 2014                 | 22. Mai 2016                      |
| 2       | 39             | 18. Januar 2016      | 3. Februar 2017      | 28. November 2016                 | 9. Oktober 2017                   |
| 3       | 40             | 10. Februar 2017     | 24. Juni 2018        | 9. Oktober 2017                   | 27. April 2018                    |

## Staffel 1
| Nr. (ges.) | Nr. (St.) | Deutscher Titel                         | Originaltitel                | Erstausstrahlung USA | Deutschsprachige Erstausstrahlung (D) | Drehbuch |
| --- | --------- | --------------------------------------- | ---------------------------- | -------------------- | ------------------------------------- | --- |
| 1 | 1         | Der Streit im Spielparadies             | Fun Dungeon Face Off         | 14. Apr. 2014        | 1. Dez. 2014                          | Skyler Page & Patrick Harpin                                                                                        |
| Mary, Clarences Mutter, bringt Clarence, Jeff und Sumo zu Rough Riders, einem Fast Food Restaurant. |           |                                         |                              |                      |                                       | |
| 2 | 2         | Ein richtig guter Tag mit einem Mädchen | Pretty Great Day with a Girl | 14. Apr. 2014        | 19. Nov. 2014                         | Skyler Page & Patrick Harpin                                                                                        |
| Amy lädt Clarence ein, im Bendle Park nach einem „unregelmäßigen“ Felsen zu suchen. |           |                                         |                              |                      |                                       | |
| 3 | 3         | Der Geldbesen                           | Money Broom Wizard           | 21. Apr. 2014        | 24. Nov. 2014                         | Skyler Page & Patrick Harpin                                                                                        |
| Clarence, Jeff und Sumo gehen in die Pizzeria und Arcade „Pizza Swamp“, um einen 20 Dollar Schein für lokale Spiele auszugeben. |           |                                         |                              |                      |                                       | |
| 4 | 4         | Die Reise durch den Supermarkt          | Lost in the Supermarket      | 21. Apr. 2014        | 20. Nov. 2014                         | Skyler Page & Patrick Harpin                                                                                        |
| Clarence wollte zu Jeffs Haus, aber leider muss er seine Mutter zum Supermarkt begleiten. |           |                                         |                              |                      |                                       | |
| 5 | 5         | Clarence’ Millionen                     | Clarence’s Millions          | 28. Apr. 2014        | 21. Nov. 2014                         | Skyler Page & Patrick Harpin                                                                                        |
| Clarence sieht, dass alle ihre Klassenkameraden (außer Jeff) traurig über ihr Versagen mit Mrs. Bakers Bewertungssystem sind und beschließt, ihre eigene Form der Auszeichnung zu schaffen, die für alle gerechter ist.                                                                   |           |                                         |                              |                      |                                       | |
| 6 | 6         | Clarence bekommt eine Freundin          | Clarence Gets a Girlfriend   | 5. Mai 2014          | 25. Nov. 2014                         | Skyler Page & Patrick Harpin                                                                                        |
| Ashley, ein Mädchen, das vor einiger Zeit in Clarence verliebt war, lädt Clarence zu einem Date in Pizza Shack ein, nachdem ihre Freunde vorgeschlagen haben, dass sie mit ihr spricht.                                                                                                   |           |                                         |                              |                      |                                       | |
| 7 | 7         | Jeffs neues Spielzeug                   | Jeff’s New Toy               | 12. Mai 2014         | 18. Nov. 2014                         | Spencer Rothbell Idee: Skyler Page & Mark Banker & Spencer Rothbell                                                 |
| Jeff kauft ein neues Spielzeug, das fliegt und lädt Clarence und Sumo an einem Samstag ein, um ihnen das Spielzeug zu zeigen. Jeff will jedoch nicht spielen, sondern es in einem Regal aufbewahren.                                                                                      |           |                                         |                              |                      |                                       | |
| 8 | 8         | Die Dinner-Party                        | Dinner Party                 | 12. Juni 2014        | 27. Nov. 2014                         | Skyler Page & Patrick Harpin Idee: Skyler Page & Patrick Harpin & Yvette Kaplan                                     |
| Clarence und seine Eltern, zusammen mit anderen Eltern und ihren Kindern, werden von Walt und Tiffany (Breehns Eltern) zu einer Dinnerparty eingeladen, um ihr umgebautes Zuhause zu sehen.                                                                                               |           |                                         |                              |                      |                                       | |
| 9 | 9         | Die Tröte                               | Honk                         | 19. Juni 2014        | 26. Nov. 2014                         | Mark Banker Idee: Skyler Page & Mark Banker & Spencer Rothbell                                                      |
| Nachdem er gesehen hat, dass niemand Clarence versteht, schlägt Jeff vor, dass er für normale Gespräche übt, also kauft Clarence ein Horn, das er jeden Tag zur Schule nimmt. |           |                                         |                              |                      |                                       | |
| 10 | 10        | Die Dollar-Jagd                         | Dollar Hunt                  | 26. Juni 2014        | 28. Nov. 2014                         | Spencer Rothbell Idee: Skyler Page & Mark Banker & Spencer Rothbell                                                 |
| Clarence, Jeff und Sumo organisieren eine „Dollarjagd“ nach neuen Freunden und laden drei Kinder ein. |           |                                         |                              |                      |                                       | |
| 11 | 11        | Im Zoo                                  | Zoo                          | 3. Juli 2014         | 17. Nov. 2014                         | Mark Banker Idee: Skyler Page & Mark Banker & Spencer Rothbell                                                      |
| Auf einem Schulausflug in den Zoo wählt Clarence Belson als Begleiter (gegen Belsons Willen) und im Zoo verlieren sie sich in der Gruppe. |           |                                         |                              |                      |                                       | |
| 12 | 12        | Raus aus den Federn                     | Rise 'n' Shine               | 10. Juli 2014        | 2. Dez. 2014                          | Mark Banker Idee: Skyler Page & Mark Banker & Spencer Rothbell                                                      |
| Clarence zeigt seine Morgenroutine, da er um 5 Uhr morgens aufwacht. |           |                                         |                              |                      |                                       | |
| 13 | 13        | Der Mann im Haus                        | Man of the House             | 17. Juli 2014        | 20. Mai 2015                          | Mark Banker Idee: Skyler Page & Mark Banker & Spencer Rothbell                                                      |
| Mary und Chad gehen zu einer Messe mit Monstertrucks und Clarence beschließt, nicht zu gehen und verspricht, sich um das Haus zu kümmern. Doch ohne dass Mary und Chad es wissen, bringt Clarence Jeff und Sumo mit.                                                                      |           |                                         |                              |                      |                                       | |
| 14 | 14        | Matsch-Augen                            | Puddle Eyes                  | 24. Juli 2014        | 28. Mai 2015                          | Spencer Rothbell Idee: Skyler Page & Mark Banker & Spencer Rothbell                                                 |
| Clarence schläft kurz nach der Pause ein und fällt in eine Schlammpfütze, und irgendwie merkt es der Lehrer nicht. |           |                                         |                              |                      |                                       | |
| 15 | 15        | Das Traumboot                           | Dream Boat                   | 31. Juli 2014        | 29. Mai 2015                          | Mark Banker Idee: Skyler Page & Mark Banker & Spencer Rothbell                                                      |
| Nachdem Herr Reese, verantwortlich für den Arrestzimmer, ernsthaft mit Sumo über sein Verhalten gesprochen hat, wird Sumo zum Bau eines Bootes inspiriert. |           |                                         |                              |                      |                                       | |
| 16 | 16        | Die Pyjama-Party                        | Slumber Party                | 7. Aug. 2014         | 17. Nov. 2014                         | Spencer Rothbell Idee: Skyler Page & Patrick Harpin & Spencer Rothbell                                              |
| Kimby übernachtet zu Hause und lädt ihre Freunde Malessica, Courtlin und Darlie ein. Da Darlie nicht in der Klasse war, hinterlässt Kimby die Einladung auf einem leeren Schreibtisch, der zufällig Clarences Schreibtisch ist...                                                         |           |                                         |                              |                      |                                       | |
| 17 | 17        | Natur-Clarence                          | Nature Clarence              | 14. Aug. 2014        | 21. Mai 2015                          | Spencer Rothbell Idee: Skyler Page & Mark Banker & Spencer Rothbell                                                 |
| Clarence, Jeff, Sumo und Percy waren mit ihrer Dschungelheldin Kate unterwegs. Allerdings hat Kate in letzter Minute ein Problem und die Kinder müssen mit dem mürrischen Josh an einen Ort gehen, an den sie nicht gehen wollten.                                                        |           |                                         |                              |                      |                                       | |
| 18 | 18        | Der durchschnittliche Jeff              | Average Jeff                 | 2. Okt. 2014         | 19. Mai 2015                          | Spencer Rothbell Idee: Skyler Page & Mark Banker & Spencer Rothbell                                                 |
| In einem Intelligenz- und Einstellungstest wird Jeff überraschend unter den Studenten mit niedriger Intelligenz platziert, also wird er sein Bestes tun, um in die Gruppe der Klügsten zu gehen.                                                                                          |           |                                         |                              |                      |                                       | |
| 19 | 19        | Der Eidechsen-Tag                       | Lizard Day Afternoon         | 9. Okt. 2014         | 18. Mai 2015                          | Mark Banker Idee: Skyler Page & Mark Banker & Spencer Rothbell                                                      |
| Clarence, Jeff und Sumo verbrachten den Tag zusammen, aber Jeff trennt sich, um Belson zu besuchen und auf seiner neuen Konsole zu spielen, und Clarence und Sumo beschließen, einer Eidechse zu folgen.                                                                                  |           |                                         |                              |                      |                                       | |
| 20 | 20        | Die Vergessenen                         | The Forgotten                | 16. Okt. 2014        | 25. Mai 2015                          | Mark Banker Idee: Skyler Page & Mark Banker & Spencer Rothbell                                                      |
| Clarence und Brady (ein schüchterner Junge) werden in der Schule vergessen und müssen selbst nach Hause gehen. Außerdem lernen sich Clarence und Brady besser kennen. |           |                                         |                              |                      |                                       | |
| 21 | 21        | Ein Essen unter Freunden                | Neighborhood Grill           | 23. Okt. 2014        | 22. Mai 2015                          | Spencer Rothbell Idee: Skyler Page & Mark Banker & Spencer Rothbell                                                 |
| Clarence, Mary und Chad haben ein Familienessen in einem Restaurant namens „Chuckleton's“. Miss Baker geht in das gleiche Restaurant und wartet auf ein Blind Date und Clarence verlangt zu wissen, warum Miss Baker dort ist.                                                            |           |                                         |                              |                      |                                       | |
| 22 | 22        | Belsons Übernachtungsparty              | Belson's Sleepover           | 30. Okt. 2014        | 27. Mai 2015                          | Patrick Harpin Idee: Skyler Page & Patrick Harpin                                                                   |
| Belson lädt Clarence, Jeff, Sumo und andere Klassenkameraden zu einer Übernachtung in seinem Haus ein, und wer am längsten durchhalten kann, ohne gehänselt zu werden, bekommt Belsons Konsole.                                                                                           |           |                                         |                              |                      |                                       | |
| 23 | 23        | Zu eklig, um wahr zu sein               | Too Gross for Comfort        | 6. Nov. 2014         | 26. Mai 2015                          | Mark Banker Idee: Skyler Page & Mark Banker & Spencer Rothbell                                                      |
| Während die Jungs nur für Jungen im Baumhaus herumhängen, nimmt Clarence Chelsea mit und die Jungs versuchen sie davon zu überzeugen, dass dieser Ort für Mädchen „sehr ekelhaft“ ist. |           |                                         |                              |                      |                                       | |
| 24 | 24        | Freunde für's Leben                     | Pilot Expansion              | 13. Nov. 2014        | 3. Juni 2015                          | Skyler Page & Mark Banker Idee: Skyler Page & Mark Banker & Spencer Rothbell                                        |
| In ferner Zukunft, wenn Clarence, Jeff und Sumo alt sind, erinnert Clarence seine Freunde daran, wie sie sich getroffen haben. |           |                                         |                              |                      |                                       | |
| 25 | 25        | Beim Arzt                               | Patients                     | 20. Nov. 2014        | 2. Juni 2015                          | Mark Banker Idee: Skyler Page & Mark Banker & Spencer Rothbell                                                      |
| Clarence muss Mary zum Arzt begleiten, und als Mary vom Arzt gerufen wird, bleibt Clarence allein im Wartezimmer und sucht nach einem Weg, eine Süßigkeit zu bekommen. |           |                                         |                              |                      |                                       | |
| 26 | 26        | Die Rough Riders Grundschule            | Rough Riders Elementary      | 20. Nov. 2014        | 1. Juni 2015                          | Spencer Rothbell Idee: Skyler Page & Mark Banker & Spencer Rothbell                                                 |
| Rough Riders Fast Food Restaurant unterzeichnet einen Vertrag mit der Schule, um sie zu sponsern. Im Laufe der Zeit hat sich die Schule völlig verändert. |           |                                         |                              |                      |                                       | |
| 27 | 27        | Die Geschäftsidee                       | Nothing Ventured             | 2. Dez. 2014         | 22. Sep. 2015                         | Mark Banker Idee: Skyler Page & Mark Banker & Spencer Rothbell                                                      |
| Chad und Sumos Vater, Mel, beschließen, ein Unternehmen zu eröffnen, um ihre Produkte zu verkaufen. Darüber hinaus haben sie die Unterstützung von Clarence und Sumo für das Projekt. |           |                                         |                              |                      |                                       | |
| 28 | 28        | Der Krankenbesuch                       | Bedside Manners              | 3. Dez. 2014         | 21. Sep. 2015                         | Mark Banker Idee: Skyler Page & Mark Banker & Spencer Rothbell                                                      |
| Belson bricht sich die Knochen und wird ins Krankenhaus eingeliefert, also plant Clarence einen Gruppenbesuch, um Belson aufzumuntern, ohne dass er es merkt. |           |                                         |                              |                      |                                       | |
| 29 | 29        | Jeffs Sieg                              | Jeff Wins                    | 4. Dez. 2014         | 24. Sep. 2015                         | Spencer Rothbell Idee: Skyler Page & Mark Banker & Spencer Rothbell                                                 |
| Clarence hilft Jeff, ein Kindheitstrauma zu überwinden, das ihn daran hindert, an einem Kochwettbewerb teilzunehmen. |           |                                         |                              |                      |                                       | |
| 30 | 30        | Suspendiert                             | Suspended                    | 6. Apr. 2015         | 25. Sep. 2015                         | Spencer Rothbell Idee: Skyler Page & Mark Banker & Spencer Rothbell & Katie Brown                                   |
| Nachdem sie einen Witz über Miss Baker gemacht und einige Probleme in der Schule verursacht haben, werden Clarence und Sumo für eine Woche vertrieben. |           |                                         |                              |                      |                                       | |
| 31 | 31        | Schildkröten-Hüte                       | Turtle Hats                  | 7. Apr. 2015         | 30. Sep. 2015                         | Katie Crown Idee: Spencer Rothbell & Katie Brown                                                                    |
| Ms. Baker beauftragt als Wochenendaufgabe, die Bedeutung von „Schildkrötenhüten“ nachzuschlagen, so dass alle Schüler verwirrt sind. |           |                                         |                              |                      |                                       | |
| 32 | 32        | Die Gänsejagd                           | Goose Chase                  | 8. Apr. 2015         | 1. Okt. 2015                          | Katie Crown Idee: Spencer Rothbell & Katie Brown                                                                    |
| Im Park versucht Clarence, ein Sandwich zu essen, ist aber gezwungen, das Sandwich mit allen Vögeln im Park zu teilen und eine Verbindung zu den Vögeln herzustellen. |           |                                         |                              |                      |                                       | |
| 33 | 33        | Goldige Goldfischabenteuer              | Goldfish Follies             | 9. Apr. 2015         | 23. Sep. 2015                         | Spencer Rothbell Idee: Skyler Page & Mark Banker                                                                    |
| Clarence bekommt einen kostenlosen Goldfisch im Tiergeschäft, aber seine Tasche bricht und Clarence muss einen Weg finden, seine Fische nach Hause zu bringen. |           |                                         |                              |                      |                                       | |
| 34 | 34        | Chimney                                 | Chimney                      | 10. Apr. 2015        | 2. Okt. 2015                          | Katie Crown Idee: Spencer Rothbell & Katie Crown                                                                    |
| Clarence, Jeff und Sumo finden beim Spielen im Wald einen eigenständigen Hund und beschließen, ihn zu adoptieren, die drei zusammen. |           |                                         |                              |                      |                                       | |
| 35 | 35        | Die Mutprobe                            | Straight Illin               | 16. Apr. 2015        | 29. Sep. 2015                         | Spencer Rothbell Idee: Spencer Rothbell & Skyler Page & Mark Banker & Katie Crown                                   |
| Während Clarence durch die Bewältigung von Herausforderungen Popularität unter seinen Kollegen erlangte, wird Belson eifersüchtig und fordert ihn auf, 500 teuflische Eier zu essen, und Clarence beschließt, sich der Herausforderung zu stellen und lädt seine Kollegen nach Hause ein. |           |                                         |                              |                      |                                       | |
| 36 | 36        | Staubfänger                             | Dust Buddies                 | 23. Apr. 2015        | 28. Sep. 2015                         | Katie Crown Idee: Spencer Rothbell & Skyler Page & Mark Banker & Katie Crown                                        |
| Während Clarence in Belsons Haus war, beschließt Cynthia, Belsons Mutter, schließlich, ihren Sohn für sein schlechtes Verhalten zu bestrafen und ihn zu zwingen, sein ganzes Haus zu säubern, was Clarence die Möglichkeit gibt, eine Magd in seinem Haus zu haben.                       |           |                                         |                              |                      |                                       | |
| 37 | 37        | Wirbelsturm Dilliss                     | Hurricane Dilliss            | 30. Apr. 2015        | 5. Okt. 2015                          | Spencer Rothbell Idee: Spencer Rothbell & Skyler Page & Katie Crown                                                 |
| Ohne Vorwarnung besucht Dilliss, die Großmutter von Clarence mütterlicherseits, eines Nachts ihre Tochter Mary und stört das Leben von Clarence, Mary und Chad. |           |                                         |                              |                      |                                       | |
| 38 | 38        | Das Schweinerennen                      | Hoofin' It                   | 7. Mai 2015          | 7. Okt. 2015                          | Katie Crown Idee: Spencer Rothbell & Skyler Page & Katie Crown                                                      |
| Es ist Aberdales jährlicher Tag der Schweinehaltung und Clarence tut der Butterscotch leid, die Sau, die jeder zu jagen versuchen wird, und wird ihr Bestes tun, um sie zu retten und sie von der Farm zu bekommen.                                                                       |           |                                         |                              |                      |                                       | |
| 39 | 39        | Nachsitzen                              | Detention                    | 14. Mai 2015         | 7. Mai 2016                           | Tony Infante Idee: Nelson Boles & Spencer Rothbell & Tony Infante                                                   |
| Nachdem Clarence mit einem schwarzen, humorvollen Brief zu viel im Unterricht stört, wird er zusammen mit seinem Partner Percy inhaftiert und sie entdecken im Strafraum eine lustige neue Welt.                                                                                          |           |                                         |                              |                      |                                       | |
| 40 | 40        | Haarige Ferien                          | Hairence                     | 21. Mai 2015         | 7. Mai 2016                           | Spencer Rothbell Idee: Skyler Page & Charlie Gavin & Spencer Rothbell                                               |
| Die Sommerferien beginnen und Clarence ist entschlossen, seiner Mutter bei der Arbeit im Friseursalon zu helfen. |           |                                         |                              |                      |                                       | |
| 41 | 41        | Kleiner Kumpel                          | Li'l Buddy                   | 20. Juli 2015        | 6. Okt. 2015                          | Spencer Rothbell Idee: Skyler Page & Katie Crown & Spencer Rothbell                                                 |
| Clarence nimmt seine Lieblingspuppe mit zum Unterricht, aber alle seine Klassenkameraden werden von der Puppe gestört. Clarence vermisst die Pause, indem er seine Klassenkameraden mit der Puppe belästigt und tritt in einen depressiven Brunnen ein.                                   |           |                                         |                              |                      |                                       | |
| 42 | 42        | Chalmers Santiago                       | Chalmers Santiago            | 21. Juli 2015        | 8. Mai 2016                           | Spencer Rothbell Idee: Nelson Boles & Tony Infante & Spencer Rothbell                                               |
| An einem langweiligen Sonntag bittet Clarence Mary um etwas zu tun und wird geschickt, um Lichttickets an das Haus auf der anderen Straßenseite zu liefern, von dem Clarence nie etwas wusste.                                                                                            |           |                                         |                              |                      |                                       | |
| 43 | 43        | Das Meteoriten-Abenteuer                | Tuckered Boys                | 22. Juli 2015        | 14. Mai 2016                          | John Bailey Owen Idee: Nelson Boles & Tony Infante & John Bailey Owen & Spencer Rothbell                            |
| Jeff lädt Clarence und Sumo in sein Haus ein, um ihnen mitzuteilen, dass sie um 4 Uhr morgens gehen werden, um einen Sternenregen zu sehen. Als Jeff um 20:00 Uhr schlafen geht, schlagen Clarence und Sumo vor, die ganze Nacht wach zu bleiben und die Sternenhimmel zu beobachten.     |           |                                         |                              |                      |                                       | |
| 44 | 44        | Der Wasserpark                          | Water Park                   | 23. Juli 2015        | 15. Mai 2016                          | Tony Infante Idee: Nelson Boles & Tony Infante & Spencer Rothbell                                                   |
| Clarence, Jeff und Sumo gehen in einen Wasserpark. Clarence will sein Idol „Droplet“ treffen, Sumo will die neue Riesenwasserrutsche ausprobieren und Jeff versucht, Sumo davon zu überzeugen, diese Attraktion nicht auszuprobieren.                                                     |           |                                         |                              |                      |                                       | |
| 45 | 45        | Die wilden Chads sind los               | Where the Wild Chads Are     | 24. Juli 2015        | 15. Mai 2016                          | Spencer Rothbell Idee: Nelson Boles & Tony Infante & Spencer Rothbell                                               |
| Chad nimmt Clarence Camping für ein Wochenende mit, aber Clarence ist enttäuscht, dass Chad keine sehr „wilde“ Campingeinstellung hat. |           |                                         |                              |                      |                                       | |
| 46 | 46        | Breehn-Ahoi!                            | Breehn Ho!                   | 6. Aug. 2015         | 8. Mai 2016                           | Tony Infante Idee: Nelson Boles & Tony Infante & Spencer Rothbell                                                   |
| Jeff lädt Breehn, Clarence und Sumo in einer regnerischen Nacht nach Hause ein, um ein Brettspiel über Piraten zu spielen, die nie gewinnen konnten. Nach einer Weile geraten sie alle in Konflikt.                                                                                       |           |                                         |                              |                      |                                       | |
| 47 | 47        | Das große Pizza-Problem                 | The Big Petey Pizza Problem  | 13. Aug. 2015        | 21. Mai 2016                          | John Bailey Owen Idee: Nelson Boles & Tony Infante & Spencer Rothbell                                               |
| Jeff feiert seinen 10. Geburtstag und lädt seine Freunde auf eine Bowlingbahn ein, die Pizza serviert. Was Jeff nicht wusste, war, dass sein Klassenkamerad Gilben eine viel lustigere Party direkt neben ihm hatte.                                                                      |           |                                         |                              |                      |                                       | |
| 48 | 48        | Der große Krach                         | The Break Up                 | 20. Aug. 2015        | 21. Mai 2016                          | Tony Infante Idee: Nelson Boles & Tony Infante & Spencer Rothbell                                                   |
| Jeff und Sumo kämpfen wieder, aber diesmal beschließen sie, nicht mehr zu reden, und Clarence tut sein Bestes, um sie wieder zu Freunden zu machen und eine manipulative Haltung gegenüber beiden zu entwickeln.                                                                          |           |                                         |                              |                      |                                       | |
| 49 | 49        | Der Traum                               | In Dreams                    | 27. Aug. 2015        | 22. Mai 2016                          | Nelson Boles Idee: Nelson Boles & Tony Infante & Spencer Rothbell & David Ochs & Raymie Muquiz & Sam Kremers-Nedell |
| Clarence bleibt mit Chad zu Hause allein und schläft ein. Clarence hat einen seltsamen Traum, in dem er sich seiner Handlungen voll bewusst ist und einen neuen Freund trifft. |           |                                         |                              |                      |                                       | |
| 50 | 50        | Balance                                 | Balance                      | 3. Sep. 2015         | 22. Mai 2016                          | Spencer Rothbell Idee: Nelson Boles & Tony Infante & Spencer Rothbell                                               |
| Ein neues kleines Kind kommt in den Unterricht, genannt Balance. Jeder ist von ihm eingeschüchtert und zieht es vor, sich fernzuhalten, außer Clarence, der sein Bestes tut, um sein erster Freund zu sein.                                                                               |           |                                         |                              |                      |                                       | |
| 51 | 51        | Das Schreckgespenst                     | Spooky Boo                   | 27. Okt. 2015        | 14. Mai 2016                          | Tony Infante Idee: Nelson Boles & Tony Infante & Spencer Rothbell                                                   |
| Clarence, Jeff und Sumo organisieren ein „Spukhaus“ in Clarences Garage und laden ihre Begleiter Chelsea und Mavis ein. Beide glauben, was sie getan haben, ist erbärmlich und schlagen vor, das jugendliche Spukhaus zu erkunden.                                                        |           |                                         |                              |                      |                                       | |

## Staffel 2
| Nr. (ges.) | Nr. (St.) | Deutscher Titel                    | Originaltitel                          | Erstausstrahlung USA | Deutschsprachige Erstausstrahlung (D) | Drehbuch |
| ---------- | --------- | ---------------------------------- | -------------------------------------- | -------------------- | ------------------------------------- | --- |
| 52         | 1         | Das Verhör                         | The Interrogation                      | 18. Jan. 2016        | 28. Nov. 2016                         | Spencer Rothbell Idee: Nelson Boles & Spencer Rothbell & Tony Infante                                           |
| 53         | 2         | Der verlorene Spielplatz           | Lost Playground                        | 18. Jan. 2016        | 7. Dez. 2016                          | Tony Infante Idee: Sam Kremers-Nedell & Spencer Rothbell & Tony Infante                                         |
| 54         | 3         | Der Vogel-Junge                    | Bird Boy Man                           | 19. Jan. 2016        | 29. Nov. 2016                         | Tony Infante Idee: Nelson Boles & Spencer Rothbell & Tony Infante                                               |
| 55         | 4         | Clarence und sein Kaktus           | Freedom Cactus                         | 20. Jan. 2016        | 2. Dez. 2016                          | Spencer Rothbell & Sam Kremers-Nedell Idee: Nelson Boles & Tony Infante & Spencer Rothbell & Sam Kremers-Nedell |
| 56         | 5         | Abenteuer über den Wolken          | Plane Excited                          | 21. Jan. 2016        | 30. Nov. 2016                         | Sam Kremers-Nedell Idee: Nelson Boles & Tony Infante & Spencer Rothbell & Sam Kremers-Nedell                    |
| 57         | 6         | Flucht aus den Tiefen des Weltalls | Escape from Beyond the Cosmic          | 22. Jan. 2016        | 5. Dez. 2016                          | Tony Infante Idee: Spencer Rothbell & Tony Infante & Sam Kremers-Nedell                                         |
| 58         | 7         | Der Mittelaltermarkt               | Ren Faire                              | 28. Jan. 2016        | 1. Dez. 2016                          | Tony Infante Idee: Nelson Boles & Tony Infante & Spencer Rothbell                                               |
| 59         | 8         | Clarence auf Zeitreise             | Time Crimes                            | 4. Feb. 2016         | 6. Dez. 2016                          | Sam Kremers-Nedell Idee: Spencer Rothbell & Tony Infante & Sam Kremers-Nedell                                   |
| 60         | 9         | Das große Putzen                   | Saturday School                        | 11. Feb. 2016        | 8. Dez. 2016                          | Tony Infante Idee: Tony Infante & Sam Kremers-Nedell & Spencer Rothbell                                         |
| 61         | 10        | Die Alien-Invasion                 | Attack the Block Party                 | 18. Feb. 2016        | 9. Dez. 2016                          | Sam Kremers-Nedell Idee: Tony Infante & Sam Kremers-Nedell & Spencer Rothbell                                   |
| 62         | 11        | Der Schulausflug                   | Field Trippin                          | 25. Feb. 2016        | 12. Dez. 2016                         | Tony Infante Idee: Sam Kremers-Nedell & Tony Infante & Spencer Rothbell                                         |
| 63         | 12        | Clarence will ein Eis              | Ice Cream Hunt                         | 3. März 2016         | 13. Dez. 2016                         | Sam Kremers-Nedell Idee: Tony Infante & Sam Kremers-Nedell & Spencer Rothbell                                   |
| 64         | 13        | Der Geschäftsmann                  | Company Man                            | 10. März 2016        | 14. Dez. 2016                         | Nick Cron-DeVico Idee: Tony Infante & Sam Kremers-Nedell & Nick Cron-DeVico & Spencer Rothbell                  |
| 65         | 14        | Hammer-Brüder                      | Stump Brothers                         | 17. März 2016        | 15. Dez. 2016                         | Sam Kremers-Nedell Idee: Tony Infante & Spencer Rothbell & Sam Kremers-Nedell                                   |
| 66         | 15        | Die Prophezeiung aus Mardrynia     | The Tails of Mardrynia                 | 25. März 2016        | 19. Dez. 2016                         | Tony Infante Idee: Sam Kremers-Nedell & Tony Infante & Spencer Rothbell & Stephen P. Neary                      |
| 67         | 16        | Das Auge von Coogan                | Clarence Wendle and the Eye of Coogan  | 25. März 2016        | 21. Dez. 2016                         | Tony Infante Idee: Sam Kremers-Nedell & Stephen P. Neary & Tony Infante & Spencer Rothbell                      |
| 68         | 17        | Robofrosch                         | Sneaky Peeky                           | 29. März 2016        | 16. Dez. 2016                         | Tony Infante Idee: Sam Kremers-Nedell & Tony Infante & Spencer Rothbell                                         |
| 69         | 18        | Die Game Show                      | Game Show                              | 21. Apr. 2016        | 20. Dez. 2016                         | Sam Kremers-Nedell Idee: Tony Infante & Sam Kremers-Nedell & Stephen P. Neary & Spencer Rothbell                |
| 70         | 19        | Skater-Sumo                        | Skater Sumo                            | 28. Apr. 2016        | 22. Dez. 2016                         | Sam Kremers-Nedell Idee: Tony Infante & Sam Kremers-Nedell & Stephen P. Neary & Spencer Rothbell                |
| 71         | 20        | Das mysteriöse Mädchen             | Mystery Girl                           | 5. Mai 2016          | 23. Dez. 2016                         | Tony Infante Idee: Sam Kremers-Nedell & Stephen P. Neary & Spencer Rothbell & Tony Infante                      |
| 72         | 21        | Die Vertretungslehrerin            | The Substitute                         | 12. Mai 2016         | 27. Dez. 2016                         | Sam Kremers-Nedell Idee: Tony Infante & Sam Kremers-Nedell & Stephen P. Neary & Spencer Rothbell                |
| 73         | 22        | Das Klassenzimmer                  | Classroom                              | 19. Mai 2016         | 28. Dez. 2016                         | Tony Infante Idee: Tony Infante & Sam Kremers-Nedell & Stephen P. Neary & Spencer Rothbell                      |
| 74         | 23        | Die Verschnaufpause                | Dullance                               | 26. Mai 2016         | 3. Apr. 2017                          | Tony Infante Idee: Tony Infante & Sam Kremers-Nedell & Stephen P. Neary & Spencer Rothbell                      |
| 75         | 24        | Jeffs Geheimnis                    | Jeff’s Secret                          | 2. Juni 2016         | 29. Dez. 2016                         | Sam Kremers-Nedell Idee: Tony Infante & Sam Kremers-Nedell & Stephen P. Neary & Spencer Rothbell                |
| 76         | 25        | Die Raketenwissenschaftler         | Space Race                             | 9. Juni 2016         | 30. Dez. 2016                         | Alan Hanson Idee: Tony Infante & Sam Kremers-Nedell & Stephen P. Neary & Spencer Rothbell                       |
| 77         | 26        | Pflanzen-Eltern                    | Plant Daddies                          | 16. Juni 2016        | 2. Jan. 2017                          | Tony Infante Idee: Tony Infante & Sam Kremers-Nedell & Stephen P. Neary & Spencer Rothbell                      |
| 78         | 27        | Bucky und das Heulen               | Bucky and the Howl                     | 23. Juni 2016        | 3. Jan. 2017                          | Tony Infante Idee: Tony Infante & Sam Kremers-Nedell & Stephen P. Neary & Spencer Rothbell                      |
| 79         | 28        | Worm Bin                           | Die Wurmbox                            | 1. Nov. 2016         | 4. Jan. 2017                          | Sam Kremers-Nedell Idee: Tony Infante & Sam Kremers-Nedell & Stephen P. Neary & Spencer Rothbell                |
| 80         | 29        | Clarence und Sumos Dino-Abenteuer  | Clarence & Sumo's Rexcellent Adventure | 2. Nov. 2016         | 4. Apr. 2017                          | Ben Mekler Idee: Tony Infante & Sam Kremers-Nedell & Stephen P. Neary & Spencer Rothbell                        |
| 81         | 30        | Der Geburtstag                     | Birthday                               | 3. Nov. 2016         | 5. Jan. 2017                          | Tony Infante Idee: Tony Infante & Sam Kremers-Nedell & Stephen P. Neary & Spencer Rothbell                      |
| 82         | 31        | Der Baum des Lebens                | Tree of Life                           | 4. Nov. 2016         | 5. Apr. 2017                          | Joe Tracz Idee: Tony Infante & Sam Kremers-Nedell & Stephen P. Neary & Spencer Rothbell                         |
| 8384       | 3233      | Capture the Flag                   | Capture the Flag                       | 14. Nov. 2016        | 13. Apr. 2017                         | Tony Infante Idee: Tony Infante & Sam Kremers-Nedell & Stephen P. Neary & Spencer Rothbell                      |
| 85         | 34        | Cloris                             | Cloris                                 | 15. Nov. 2016        | 6. Apr. 2017                          | Ben Mekler Idee: Tony Infante & Sam Kremers-Nedell & Stephen P. Neary & Spencer Rothbell                        |
| 86         | 35        | Der Angelausflug                   | Fishing Trip                           | 16. Nov. 2016        | 7. Apr. 2017                          | Sam Kremers-Nedell Idee: Tony Infante & Sam Kremers-Nedell & Stephen P. Neary & Spencer Rothbell                |
| 87         | 36        | Belsons Rucksack                   | Belson’s Backpack                      | 17. Nov. 2016        | 11. Apr. 2017                         | Tony Infante Idee: Tony Infante & Sam Kremers-Nedell & Stephen P. Neary & Spencer Rothbell                      |
| 88         | 37        | Das Motel                          | Motel                                  | 18. Nov. 2016        | 12. Apr. 2017                         | Sam Kremers-Nedell Idee: Tony Infante & Sam Kremers-Nedell & Stephen P. Neary & Spencer Rothbell                |
| 89         | 38        | Frohe Moochnachten                 | Merry Moochmas                         | 1. Dez. 2016         | 10. Apr. 2017                         | Sam Kremers-Nedell Idee: Tony Infante & Sam Kremers-Nedell & Stephen P. Neary & Spencer Rothbell                |
| 90         | 39        | Der Pizza-Held                     | Pizza Hero                             | 3. Feb. 2017         | 9. Okt. 2017                          | Nick Cron-DeVico Idee: Tony Infante & Sam Kremers-Nedell & Stephen P. Neary & Spencer Rothbell                  |

## Staffel 3
| Nr. (ges.) | Nr. (St.) | Deutscher Titel                                                          | Originaltitel                                                 | Erstausstrahlung USA | Deutschsprachige Erstausstrahlung (D) | Drehbuch |
| ---------- | --------- | ------------------------------------------------------------------------ | ------------------------------------------------------------- | -------------------- | ------------------------------------- | --- |
| 91         | 1         | Der Schulwechsel                                                         | Sumo Goes West                                                | 10. Feb. 2017        | 9. Okt. 2017                          | Tony Infante Idee: Tony Infante & Sam Kremers-Nedell & Stephen P. Neary & Spencer Rothbell                                       |
| 92         | 2         | Valentinstag                                                             | Valentimes                                                    | 10. Feb. 2017        | 12. Okt. 2017                         | Tony Infante Idee: Tony Infante & Sam Kremers-Nedell & Stephen P. Neary & Spencer Rothbell                                       |
| 93         | 3         | Präsident Clarence                                                       | Clarence for President                                        | 24. Feb. 2017        | 11. Okt. 2017                         | Sam Kremers-Nedell Idee: Tony Infante & Sam Kremers-Nedell & Stephen P. Neary & Spencer Rothbell                                 |
| 94         | 4         | Die Rock Show                                                            | Rock Show                                                     | 24. Feb. 2017        | 10. Okt. 2017                         | Tony Infante Idee: Tony Infante & Sam Kremers-Nedell & Stephen P. Neary & Spencer Rothbell                                       |
| 95         | 5         | Clarence’ stürmische Pyjama Party Episode 1: Party ohne Gäste            | Clarence’s Stormy Sleepover – Episode 1: The Phantom Clarence | 5. Juni 2018         | 27. Apr. 2018                         | Tony Infante Idee: Tony Infante & Sam Kremers-Nedell & Stephen P. Neary & Spencer Rothbell & Nick Kocher                         |
| 96         | 6         | Clarence’ stürmische Pyjama Party Episode 2: Jeffery Wendle              | Clarence’s Stormy Sleepover – Episode 2: Jeffery Wendle       | 5. Juni 2018         | 27. Apr. 2018                         | Kelsy Abbott Idee: Tony Infante & Sam Kremers-Nedell & Stephen P. Neary & Spencer Rothbell & Nick Kocher                         |
| 97         | 7         | Clarence’ stürmische Pyjama Party Episode 3: Von Nagern und Schutzräumen | Clarence’s Stormy Sleepover – Episode 3: Badgers & Bunkers    | 5. Juni 2017         | 27. Apr. 2018                         | Sam Kremers-Nedell Idee: Tony Infante & Sam Kremers-Nedell & Stephen P. Neary & Spencer Rothbell & Nick Kocher                   |
| 98         | 8         | Clarence’ stürmische Pyjama Party Episode 4: Ein ungleiches Team         | Clarence’s Stormy Sleepover – Episode 4: Dingus & McNobrain   | 5. Juni 2017         | 27. Apr. 2018                         | Tony Infante Idee: Tony Infante & Sam Kremers-Nedell & Stephen P. Neary & Spencer Rothbell & Nick Kocher                         |
| 99         | 9         | Clarence’ stürmische Pyjama Party Episode 5: Stromausfall!               | Clarence’s Stormy Sleepover – Episode 5: Bye Bye Baker        | 5. Juni 2017         | 27. Apr. 2018                         | Tony Infante Idee: Tony Infante & Sam Kremers-Nedell & Stephen P. Neary & Spencer Rothbell & Nick Kocher                         |
| 100        | 10        | Clarence’ stürmische Pyjama Party Episode 6: Flutsbrüder                 | Clarence’s Stormy Sleepover – Episode 6: Flood Brothers       | 5. Juni 2017         | 27. Apr. 2018                         | Kelsy Abbott Idee: Tony Infante & Sam Kremers-Nedell & Stephen P. Neary & Spencer Rothbell & Nick Kocher                         |
| 101        | 11        | Das große Plantschen                                                     | Pool's Out for Summer                                         | 6. Juni 2017         | 16. Okt. 2017                         | Tony Infante Idee: Tony Infante & Sam Kremers-Nedell & Stephen P. Neary & Spencer Rothbell                                       |
| 102        | 12        | Das große Spiel                                                          | Big Game                                                      | 7. Juni 2017         | 18. Okt. 2017                         | Tony Infante Idee: Tony Infante & Sam Kremers-Nedell & Stephen P. Neary & Spencer Rothbell                                       |
| 103        | 13        | Der Fluch aus der Truhe                                                  | The Boxcurse Children                                         | 8. Juni 2017         | 19. Okt. 2017                         | Kelsy Abbott Idee: Tony Infante & Stephen P. Neary & Spencer Rothbell                                                            |
| 104        | 14        | Karate Mom                                                               | Karate Mom                                                    | 12. Juni 2017        | 17. Okt. 2017                         | Tony Infante Idee: Tony Infante & Sam Kremers-Nedell & Stephen P. Neary & Spencer Rothbell                                       |
| 105        | 15        | Clarence liebt Shoopy                                                    | Clarence Loves Shoopy                                         | 13. Juni 2017        | 10. Okt. 2017                         | Sam Kremers-Nedell Idee: Tony Infante & Sam Kremers-Nedell & Stephen P. Neary & Spencer Rothbell                                 |
| 106        | 16        | Clarence macht Radio                                                     | Public Radio                                                  | 14. Juni 2017        | 17. Okt. 2017                         | Sam Kremers-Nedell Idee: Tony Infante & Sam Kremers-Nedell & Stephen P. Neary & Spencer Rothbell                                 |
| 107        | 17        | Chad und der Marathon                                                    | Chad and the Marathon                                         | 15. Juni 2017        | 19. Okt. 2017                         | Stephen P. Neary Idee: Tony Infante & Stephen P. Neary & Spencer Rothbell                                                        |
| 108        | 18        | Officer Moody                                                            | Officer Moody                                                 | 19. Juni 2017        | 12. Okt. 2017                         | Sam-Kremers-Nedell Idee: Tony Infante & Sam Kremers-Nedell & Stephen P. Neary & Spencer Rothbell                                 |
| 109        | 19        | Gilben wird älter                                                        | Gilben's Different                                            | 20. Juni 2017        | 13. Okt. 2017                         | Tony Infante Idee: Tony Infante & Sam Kremers-Nedell & Stephen P. Neary & Spencer Rothbell                                       |
| 110        | 20        | Clarence Cool                                                            | Cool Guy Clarence                                             | 21. Juni 2017        | 13. Okt. 2017                         | Sam Kremers-Nedell Idee: Tony Infante & Sam Kremers-Nedell & Stephen P. Neary & Spencer Rothbell                                 |
| 111        | 21        | Warte im Auto, Clarence!                                                 | Just Wait in the Car                                          | 22. Juni 2017        | 16. Okt. 2017                         | Sam Kremers-Nedell Idee: Tony Infante & Sam Kremers-Nedell & Stephen P. Neary & Spencer Rothbell                                 |
| 112        | 22        | Katze vermisst                                                           | Missing Cat                                                   | 26. Juni 2017        | 11. Okt. 2017                         | Sam Kremers-Nedell Idee: Tony Infante & Sam Kremers-Nedell & Stephen P. Neary & Spencer Rothbell                                 |
| 113        | 23        | Großes Tamtam im kleinen Aberdale                                        | Big Trouble in Little Aberdale                                | 27. Juni 2017        | 18. Okt. 2017                         | Sam Kremers-Nedell Idee: Tony Infante & Sam Kremers-Nedell & Stephen P. Neary & Spencer Rothbell                                 |
| 114        | 24        | Wer traut sich?                                                          | Dare Day                                                      | 28. Juni 2017        | 23. Apr. 2018                         | Sam Kremers-Nedell Idee: Tony Infante & Sam Kremers-Nedell & Stephen P. Neary & Spencer Rothbell                                 |
| 115        | 25        | Tauschhandel                                                             | The Trade                                                     | 29. Juni 2017        | 20. Okt. 2017                         | Tony Infante Idee: Tony Infante & Sam Kremers-Nedell & Stephen P. Neary & Spencer Rothbell                                       |
| 116        | 26        | Albtraum in Aberdale Street: Balances Rache                              | A Nightmare on Aberdale Street: Balance's Revenge             | 27. Okt. 2017        | 24. Apr. 2018                         | Tony Infante Idee: Tony Infante & Kelsy Abbott & Stephen P. Neary & Spencer Rothbell                                             |
| 117        | 27        | Thanksgiving                                                             | Chadsgiving                                                   | 17. Nov. 2017        | 25. Apr. 2018                         | Kelsy Abbott Idee: Tony Infante & Kelsy Abbott & Stephen P. Neary & Spencer Rothbell                                             |
| 118        | 28        | Der Kampf der Hexenmeister                                               | A Sumoful Mind                                                | 10. Juni 2018        | 23. Apr. 2018                         | Tony Infante Idee: Tony Infante & Kelsy Abbott & Sam Kremers-Nedell & Stephen P. Neary & Spencer Rothbell                        |
| 119        | 29        | Der Tag der Füchse                                                       | Animal Day                                                    | 10. Juni 2018        | 23. Apr. 2018                         | Sam Kremers-Nedell Idee: Tony Infante & Sam Kremers-Nedell & Kelsy Abbott & Stephen P. Neary & Spencer Rothbell                  |
| 120        | 30        | Der Tunnel                                                               | The Tunnel                                                    | 10. Juni 2018        | 23. Apr. 2018                         | Vitaliy Strokous Idee: Tony Infante & Kelsy Abbott & Stephen P. Neary & Spencer Rothbell & Sam Kremers-Nedell & Vitaliy Strokous |
| 121        | 31        | Die Talent-Show                                                          | Talent Show                                                   | 10. Juni 2018        | 24. Apr. 2018                         | Kelsy Abbott Idee: Tony Infante & Kelsy Abbott & Stephen P. Neary & Spencer Rothbell                                             |
| 122        | 32        | Ferngesteuert                                                            | RC Car                                                        | 10. Juni 2018        | 26. Apr. 2018                         | Tony Infante Idee: Tony Infante & Kelsy Abbott & Stephen P. Neary & Spencer Rothbell                                             |
| 123        | 33        | Hundekönig Clarence                                                      | Dog King Clarence                                             | 17. Juni 2018        | 24. Apr. 2018                         | Kelsy Abbott Idee: Tony Infante & Kelsy Abbott & Stephen P. Neary & Spencer Rothbell                                             |
| 124        | 34        | Trampolin                                                                | Trampoline                                                    | 17. Juni 2018        | 24. Apr. 2018                         | Kelsy Abbott Idee: Tony Infante & Kelsy Abbott & Stephen P. Neary & Spencer Rothbell                                             |
| 125        | 35        | Clarence, der Film                                                       | Clarence the Movie                                            | 17. Juni 2018        | 25. Apr. 2018                         | Tony Infante Idee: Tony Infante & Kelsy Abbott & Stephen P. Neary & Spencer Rothbell                                             |
| 126        | 36        | Belson kriegt eine Freundin                                              | Belson Gets a Girlfriend                                      | 17. Juni 2018        | 25. Apr. 2018                         | Tony Infante Idee: Tony Infante & Kelsy Abbott & Stephen P. Neary & Spencer Rothbell                                             |
| 127        | 37        | Die Blurbs                                                               | Brain TV                                                      | 17. Juni 2018        | 26. Apr. 2018                         | Tony Infante Idee: Tony Infante & Kelsy Abbott & Stephen P. Neary & Spencer Rothbell                                             |
| 128        | 38        | Clarence und die Etikette                                                | Etiquette Clarence                                            | 24. Juni 2018        | 25. Apr. 2018                         | Kelsy Abbott Idee: Tony Infante & Kelsy Abbott & Stephen P. Neary & Spencer Rothbell                                             |
| 129        | 39        | Der Video-Laden                                                          | Video Store                                                   | 24. Juni 2018        | 26. Apr. 2018                         | Spencer Rothbell Idee: Tony Infante & Kelsy Abbott & Stephen P. Neary & Spencer Rothbell                                         |
| 130        | 40        | Alles nur kein Sumo                                                      | Anywhere but Sumo                                             | 24. Juni 2018        | 27. Apr. 2018                         | Tony Infante Idee: Tony Infante & Kelsy Abbott & Stephen P. Neary & Spencer Rothbell & Sam Kremers-Nedell & Vitaliy Strokous     |

## Kurzfolgen
Die Kurzfolgen wurden auf dem offiziellen YouTube-Kanal vom deutschen Cartoon Network auf Deutsch in unregelmäßigen Abständen hochgeladen. Auf iTunes und Google Play wurden sie zusätzlich zu einzelnen Staffeln bereitgestellt, aber nur wenige wurden bisher auf dem Sender ausgestrahlt.
| Nr. | Deutscher Titel        | Originaltitel       | Erstausstrahlung USA | Deutschsprachige Erstausstrahlung (D) | Drehbuch                                 |
| --- | ---------------------- | ------------------- | -------------------- | ------------------------------------- | ---------------------------------------- |
| 1   | Beauford T. Pusser     | Beauford T. Pusser  | 6. Juli 2015         | 5. Sep. 2016 (Online) 9. Apr. 2018    | Niki Yang                                |
| 2   | Die Ballsammlung       | Have a Ball         | 3. Aug. 2015         | 11. Sep. 2016 (Online) 9. Apr. 2018   | Stephen P. Neary                         |
| 3   | Großer Junge           | Big Boy             | 1. Sep. 2015         | 18. Sep. 2016 (Online) 9. Apr. 2018   | Tiffany Ford                             |
| 4   | Spaß am Strand         | Beach Blast         | 5. Apr. 2016         | 25. Sep. 2016 (Online) 9. Apr. 2018   | Michelle Xin                             |
| 5   | Alles Belson oder was? | Belson Touch        | 16. Juni 2016        | 7. März 2017 (Online)                 | Tiffany Ford                             |
| 6   | Auseinandergesetzt     | Separation Anxiety  | 1. Aug. 2016         | 14. März 2017 (Online)                | Tiffany Ford                             |
| 7   | Beans                  | Beans               | 12. Sep. 2016        | 28. März 2017 (Online)                | Lindsay Small-Butera & Alex Small-Butera |
| 8   | Der klebrige Clarence  | Sticky Clarence     | 28. Nov. 2016        | 21. März 2017 (Online)                | Guillermo Martinez                       |
| 9   | Der Greifautomat       | Claw Machine        | 20. Dez. 2016        | –                                     | Michelle Xin                             |
| 10  | Vogelsuche mit Guyler  | Birding with Guyler | 26. Mai 2017         | –                                     | Nick Edwards                             |
| 11  | Ein regnerischer Tag   | Rainy Day           | 26. Mai 2017         | –                                     | Mark Galez                               |
| 12  | Der Kritzelkrieg       | Doodle Battle       | 24. Juni 2018        | –                                     | Nick Edwards                             |
| 13  | Die Zaubershow         | Clarencio Magnifico | 21. Juli 2017        | –                                     | Mark Galez                               |
| 14  | Der einsame Lonnie     | Lonely Lonnie       | 24. Juni 2018        | –                                     | Vitaliy Strokous                         |